# Jerzy Gnoiński
Jerzy Gnoiński – polski „Sprawiedliwy wśród Narodów Świata”.

## Życiorys
W trakcie II wojny światowej zaangażował się w pomoc Żydom. Jesienią 1939 r., po wkroczeniu do Polski Armii Czerwonej, niejaki Max Seifert znalazł zatrudnienie u Gnoińskiego, który prowadził warsztat w Truskawcu nieopodal Lwowa. Kiedy w 1941 roku Niemcy zaatakowały Związek Sowiecki, Seifert przeniósł się do Lwowa. Gnoiński, który również szczęśliwym zbiegiem okoliczności przeprowadził się do Lwowa, ukrył Seiferta w swoim mieszkaniu, dostarczył mu sfałszowane dokumenty stwierdzające, że jest Ukraińcem i zatrudnił go w swojej nowej fabryce. Po około półtora roku Seifert został zmuszony do opuszczenia miasta, gdy gestapo rozpoczęło naloty na prywatne mieszkania w poszukiwaniu Żydów.
13 października 1988 r. Instytut Jad Waszem uhonorował Jerzego Gnoińskiego medalem „Sprawiedliwy wśród Narodów Świata”.